# Deepalaya
 (mars 2009).
 (novembre 2013).
Deepalaya est la plus vaste ONG de la capitale de l’Inde, New Delhi. Elle soutient les populations pauvres, à la ville comme à la campagne, avec un intérêt particulier pour l’enfance en danger. Dans un pays où la pauvreté est souvent perçue comme une punition divine, Deepalaya est née de la conviction que « Tout enfant mérite sa chance ».
L’organisation a été fondée en 1979. Depuis cette époque, elle s’est considérablement développée, tant en personnels qu’en nombre de bénéficiaires et dans l’étendue de ses domaines d’activités. Les principaux terrains d’action de Deepalaya sont les bidonvilles de Delhi, mais l’organisation est également engagée dans l’aide au développement des populations des États de l’Haryana et de l’Uttarakhand.
La philosophie de Deepalaya est basée sur le principe d’accès à l’autonomie, conformément à la maxime chinoise « Donne un poisson à Chang, tu le nourris pour un jour. Apprends-lui à pêcher, tu le nourris pour le reste de sa vie ».

## Histoire
Deepalaya est née d’un sentiment d’indignation devant l’injustice de la société indienne. En 1979, trois des sept membres fondateurs ont décidé de créer un programme d’éducation pour les enfants défavorisés. Ces trois pionniers sont Messieurs T. K. Mathew, Y. Chackochan et P. J. Thomas. Les règles de création d’une société en Inde requérant la présence de sept personnes, quatre autres ont rejoint le projet : Madame Grace Thomas, Monsieur C. M. Mathai, Monsieur Punnoose Thomas et Monsieur T. M. Abraham. En dépit d’importants obstacles bureaucratiques, la «Société d’Éducation Deepalaya» a été fondée et la première école a ouvert ses portes le 16 juillet 1979. Il y avait alors cinq enfants, deux instituteurs et un investissement de 300 € apporté par les membres fondateurs.
En 1985, Deepalaya accueillait 133 élèves et employait 7 personnes. Grâce au soutien de plusieurs fondations, en Inde et à l’Étranger, Deepalaya a pu diversifier ses activités par un travail avec les familles : éducation parentale, prévention sanitaire, aide à l’insertion professionnelle, soutien à la communauté. Plus que simplement éduquer les enfants, l’objectif est devenu le « Développement intégré ». En 1992, le nombre d’étudiants tous âges confondus est passé à 13 000 et 400 personnes étaient employées.
Comme l’explique la publication de Deepalaya « Voyage – Mémoire de L’Organisation », les concepts de Développement intégré et d’Accès à l’autonomie se sont cristallisés pour devenir les paradigmes de l’organisation dans les années 1990. En 2000, le champ d’action de Deepalaya s’est étendu à 35 000 enfants, ainsi qu’à leur famille et leur communauté.
Depuis 2002, l’organisation a connu de nouveaux changements dans sa vision et ses missions. Ses secteurs d’activité ont été réorganisés et l’ONG a pris une dimension internationale avec le développement d’antennes aux États-Unis, au Royaume-Uni et en Allemagne. En 2003, Deepalaya a été l’une des organisations désignée par «REACH INDIA» pour l’aide au développement des petites ONG locales. Au cours de l’année 2005, Deepalaya est devenu la plus vaste ONG opérationnelle à Delhi, s’occupant de 50 000 enfants, 76 bidonvilles, 84 villages dans le Mewat et 7 villages en Uttarakhand.

## Vision
Le projet de Deepalaya est rappelé dans ses publications : « Une organisation basée sur les Droits Fondamentaux, l’Égalité, la Justice, la Probité, une sensibilité sociale et une culture de service, où chacun peut accéder à l’autonomie. ».